# Air Côte d’Ivoire
Air Côte d’Ivoire — национальная авиакомпания Кот-д’Ивуара со штаб-квартирой в международном аэропорту имени Феликса Уфуэ-Буаньи (Абиджан), сменившая прежнего национального авиаперевозчика Air Ivoire, обанкротившегося в 2011 году. Одно из крупнейших предприятий страны.

## История
Авиакомпания была основана 15 мая 2012 года в форме государственно-частного партнёрства между французским флагманом Air France (который имел намерения сделать международный аэропорт имени Феликса Уфуэ-Буаньи в Абиджане региональным хабом), фондом экономического развития «Aga Khan Fund for Economic Development» (AKFED) и правительством страны. Стартовый капитал Air Côte d’Ivoire составлял 2,5 млрд франков КФА, основными совладельцами стали правительство Кот-д’Ивуара (65 %), Air France (20 %) и принадлежащий AKFED холдинг Aérienne de Participation-Côte d’Ivoire (15 %). До момента образования авиакомпании страна не имела флагманского перевозчика после банкротства Air Ivoire в марте 2011 года.
Air Côte d’Ivoire работает в тесном партнёрстве с двумя другими авиакомпаниями Air Mali и Air Burkina, так же ассоциированными с фондом AKFED.

## Корпоративная деятельность

### Владельцы
В апреле 2017 года основными совладельцами авиакомпании являлись:
| Акционер                   | Доля акций |
| -------------------------- | ---------- |
| Правительство Кот-д’Ивуара | 58 %       |
| Air France-KLM             | 011 %      |
| Golden Road                | 023 %      |
| Другие                     | 08 %       |
| Всего                      | 100 %      |

Фонд «Aga Khan Fund for Economic Development» являлся держателем 15 % акций перевозчика до 2013 года, после чего объявил об их продаже консорциуму ивуарийских частных инвесторов Golden Road.

### Показатели деятельности
Air Côte d’Ivoire официально не публикует годовые отчёты, однако информация может быть получена из средств массовой информации, пресс-отчётов, интервью и других источников.
|                                                        | 2012   | 2013          | 2014          | 2015          | 2016                 | 2017   | 2018   | 2019   | 2020   |
| ------------------------------------------------------ | ------ | ------------- | ------------- | ------------- | -------------------- | ------ | ------ | ------ | ------ |
| Оборот (млрд франков КФА)                              |        | 26,98         |               | 76,01         |                      |        |        | 83,00  | 48,00  |
| Чистая прибыль после уплаты налогов (млрд франков КФА) | убыток | убыток        | убыток        | −7            | убыток               | убыток | убыток | убыток | убыток |
| Число сотрудников (на конец года)                      |        |               | 290           | 612           | 578                  |        |        |        | 600    |
| Перевезённых пассажиров (млн)                          |        | 0,25          | 0,40          | 0,60          | 0,72                 |        |        | 0,76   | 0,30   |
| Коэффициент загрузки кресел (%)                        |        |               |               |               | 65                   |        |        |        |        |
| Самолётов в эксплуатации (на конец года)               | 2      | 4             | 6             | 8             | 10                   | 10     | 10     | 10     | 10     |
| Примечания/источники                                   | [ 14 ] | [ 15 ] [ 16 ] | [ 15 ] [ 17 ] | [ 17 ] [ 18 ] | [ 19 ] [ 20 ] [ 11 ] |        |        | [ 21 ] | [ 22 ] |

## Маршрутная сеть
В апреле 2016 года маршрутная сеть авиакомпании Air Côte d’Ivoire охватывала следующие аэропорты:

## Воздушный флот
В августе 2019 года воздушный флот авиакомпании Air Côte d’Ivoire составляли следующие самолёты: